# ألبرت كارازيوان
ألبرت كارازيوان هو رجل أعمال سوري- بلجيكي ولد عام 1958. يمتلك ويدير مجموعة سمليكس، وهي شركة بلجيكية متخصصة في إنتاج الوثائق التعريفية والأجهزة. حيث تشتهر الشركة بتزويد أكثر من اثني عشر دولة أفريقية بجوازات السفر أو الوثائق التعريفية الأخرى.

## الخلفية والنشأة
ولد في حلب، سوريا، وهو واحد من ثمانية أبناء. في عام 1980، انتقل إلى بلجيكا للدراسة. حيث بدأ مسيرته المهنية في مجال الألماس في أنتويرب، وحقق ثروته من خلال مساعدة رجل أعمال فنلندي في الاستثمار في العقارات في بروكسل. وفي عام 1992، أسس مجموعة سمليكس في بروكسل، وافتتح فرعًا لها في دبلن، أيرلندا، في عام 1998. وفي أوائل العقد الأول من القرن الحادي والعشرين، فازت مجموعة سمليكس بعقود لصناعة الوثائق البيومترية للحكومات حول العالم، بما في ذلك الأمم المتحدة، والاتحاد الأوروبي، ووكالات الشرطة الدولية.

## أنظر أيضاً
- موظف
- عمل
- قطب الأعمال
- شركة كبرى
- قائمة فوريس للمليارديرات